# Jean-Claude Pennetier
Jean-Claude Pennetier (16 de mayo de 1942) es un pianista clásico francés.

## Biografía
Nacido en Châtellerault, Pennetier comenzó a tomar clases de piano desde niño y posteriormente ingresó en el Conservatorio de París donde estudió piano y música de cámara. Tras haber superado varios concursos internacionales, inició una carrera en solitario que lo llevó a actuar por todo el mundo. A principios de los años 1970, interrumpió temporalmente esta carrera para dedicarse a la composición y la dirección. Aprovechó también este período para profundizar en su repertorio y reflexionar sobre la música. Se interesó por el teatro musical, por las óperas para niños y el piano. También es un apasionado de la música de cámara y la música clásica contemporánea. Dirigió el Ensemble Intercontemporain, el Ensemble 2e2m y desde 1995 es profesor en el Conservatorio de París. Ha estrenado obras de Philippe Hersant, Maurice Ohana, Pascal Dusapin y Nicolas Zourabichvili entre otros compositores del XX. Ha actuado frecuentemente como pianista invitado, tanto en Francia como en el extranjero, con orquestas de renombre, como la Orquesta de París, la Orquesta Estatal Sajona de Dresde, la Orquesta de la NHK de Tokio, etc. Es regularmente invitado del Festival de La Roque-d'Anthéron, el de Prades, Pirineos- Orientales, el Festival Chopin del Castillo de Bagatelle, la Temporada Musical de Verano de Sceaux, el Printemps des Arts de Montecarlo, etc. 
Pennetier ostenta los rangos de Caballero de la Legión de Honor y Oficial de la Orden de las Artes y las Letras.
Finalmente, su camino espiritual le llevó, en 2004, a ser ordenado sacerdote de la Iglesia ortodoxa (dentro de la metrópoli ortodoxa rumana de Europa occidental y meridional). 
Pennetier está casado con la hija de la pianista Valérie Soudères.

## Premios
- 1.º Premios de piano y música de cámara del Conservatorio.
- 1.º Premio Gabriel Fauré,
- 2e Premio Concurso Long-Thibaud-Crespin
- 1.er Premio del Concurso de Montreal.
- 1.er nominado en el Concurso Internacional de Música de Ginebra (1968)
- Laureado del concurso Marguerite Long
- Gran Premio de la Academia Charles Cros en 1999 por la sonata en si bemol mayor de Schubert.

## Grabaciones seleccionadas
- Obras de Brahms, Schumann, Debussy, Beethoven (Lyrinx); Schubert (sonata en si bemol mayor)
- Ravel (música de cámara), Saphir Productions
- Mozart, con Michel Portal y el cuarteto Ysaÿe, Aeon. (2006)
- Tríos de Schubert, con Régis Pasquier y Roland Pidoux, Harmonia Mundi
- Sonatas para piano de Hyacinthe Jadin (en un instrumento de época)
- Concierto para piano y orquesta de Maurice Ohana, Orquesta Filarmónica de Luxemburgo, Arturo Tamayo,[4] Timbales (1997)
- Los 3 caprichos, 24 preludios de Maurice Ohana; Arión (1989)
- Obra completa para piano de Gabriel Fauré - vols. 1, 2, 3 y 4; Mirare 2009 - 2011 - 2015 - 2018. Diapasón de oro.